# Melanoplus sanguinipes
Melanoplus sanguinipes es una especie de saltamontes perteneciente a la familia Acrididae. Esta especie se encuentra en casi toda América del Norte y en el Caribe.
Se alimenta de una variedad de plantas y puede llegar a ser una plaga de cosechas y jardines. Pasa el invierno como huevos en el suelo y puede tener dos generaciones en el sur. Es una especie migratoria, su nombre común en inglés se refiere a esta cualidad.

## Subespecies
Estas cuatro subespecies pertenecen a la especie Melanoplus sanguinipes:
- Melanoplus sanguinipes atlanis (Riley, 1875)
- Melanoplus sanguinipes defectus Scudder, 1897
- Melanoplus sanguinipes sanguinipes (Fabricius, 1798)
- Melanoplus sanguinipes vulturnus Gurney & Brooks, 1959